# NGC 6250
NGC 6250 es un cúmulo abierto de estrellas en la constelación austral de Ara.
Fue descubierto el 1 de julio de 1834 por John Herschel con un telescopio reflector de 18 pulgadas.